# Pisside (botanica)

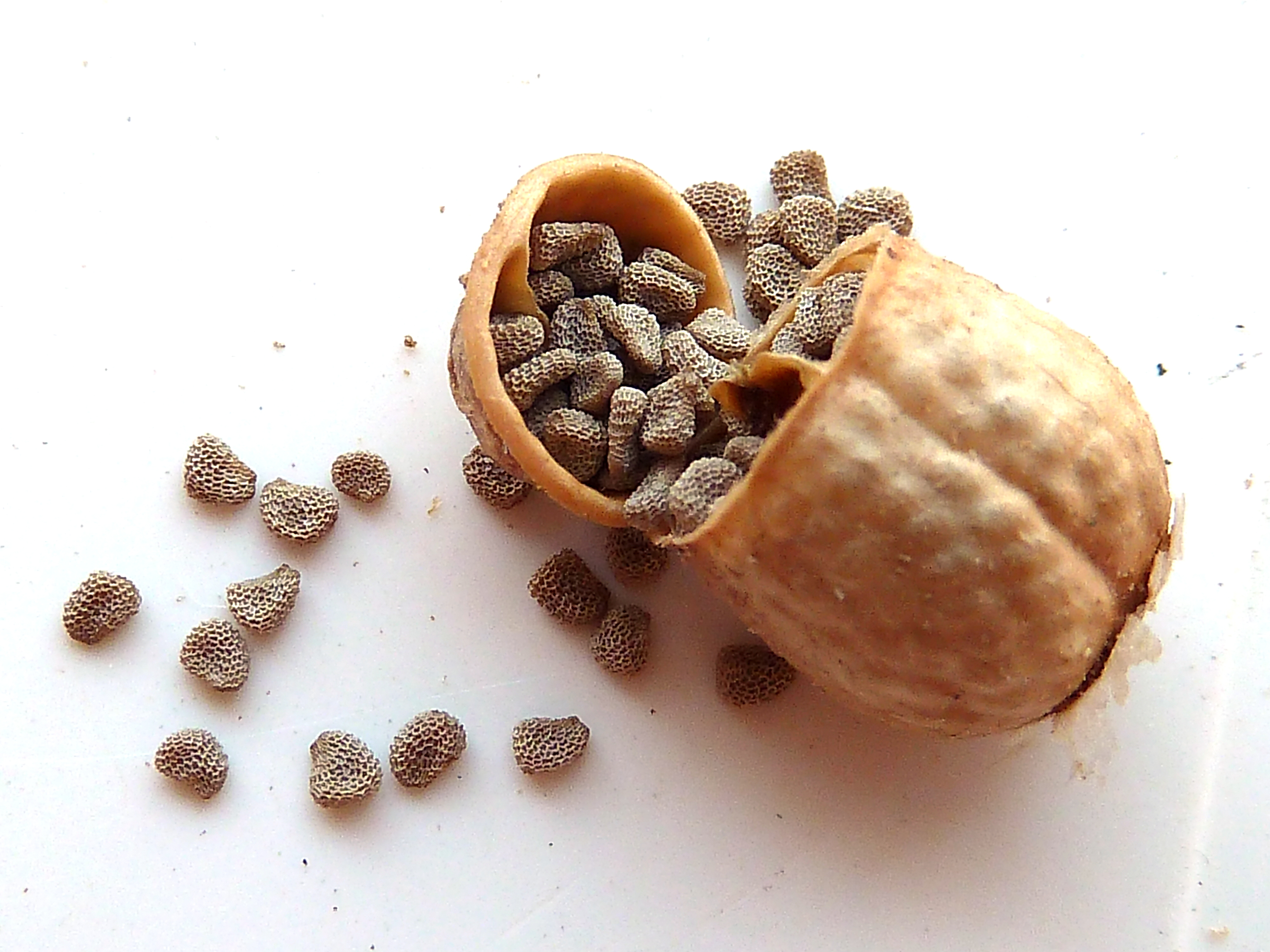
Pisside e semi di Hyoscyamus albus

Una pisside o pissidio, è un tipo di frutto secco deiscente. È un tipo di capsula che nella parte superiore reca un opercolo circolare che a maturazione si apre trasversalmente per mezzo del distacco di un numero di denti più o meno elevato, liberando i semi contenuti nel contenitore basale a forma di coppa (urna), che può avere una o più cavità. Esempi i frutti di Lysimachia arvensis e Hyoscyamus niger.